# しがらみ学園
『しがらみ学園』（-がくえん）は、1980年（昭和55年）製作・公開、黒沢清監督による日本の劇映画である。8mm フィルムで撮影、プリント完成された。

## 略歴・概要
1980年（昭和55年）、黒沢清の24歳のときの作品である。
撮影・照明を現在映画監督の万田邦敏、主演を現在映画監督でノンフィクション作家の森達也が務めている。他の出演陣は、現在舞台女優の久保田美佳、のちに本名で映画プロデューサー、「砂本量」名義で脚本家・映画監督となった鈴木良紀、現在リンクス・デジワークス取締役でVFXプロデューサーとして『交渉人 真下正義』や『回路』等を手がけた浅野秀二、1982年（昭和57年）の第5回ぴあフィルムフェスティバルに黒沢、万田、浅野が出演した『気狂いフィルム99』で入選した笠原幸一らである。
立教大学のサークルセント・ポールズ・プロダクションから分離独立したパロディアス・ユニティが本作の製作とともに、1978年（昭和53年）の黒沢の監督作『School Days』同様、「音楽」にクレジットされている。黒沢がドラムス、万田がトランペットを演奏する。
本作は、同年5月15日、イメージフォーラムで公開された後に、翌1981年（昭和56年）の第4回ぴあフィルムフェスティバルに出品され、飯田譲治監督の『休憩』、笹平剛（現在の利重剛）監督の『教訓 I』、松岡錠司監督の『三月』、緒方明監督の『東京白菜関K者』、手塚眞監督の『HIGH-SCHOOL-TERROR』とともに入選を受けた。

## スタッフ・作品データ
- 監督・脚本・選曲・録音・編集 : 黒沢清
- 撮影・照明 : 万田邦敏
- 音楽 : パロディアス・ユニティ

- 製作 : パロディアス・ユニティ
- 協力 : 笠原幸一、本山俊也、浅野秀二

- フォーマット : カラー映画 - 8mm フィルム（1.58:1） - モノラル録音
- 初回興行 : イメージフォーラム

## キャスト
- 森達也 - 主人公
- 久保田美佳 - 主人公の情婦
- 鈴木良紀 - 殺し屋
- 浅野秀二 - 殺し屋の手下・びせむし男（二役）
- 笠原幸一 - 司令者
- 氷山愛子 - 拷問にかけられ秘密を暴露する女
- 黒沢清 - 部長

## 註
1. ↑  1982年：第5回ぴあフィルムフェスティバル一般公募部門入選作品、ぴあ、2009年10月24日閲覧。
2. ↑  SCHOOL DAYS, 日本映画データベース、2009年10月24日閲覧。
3. ↑  1981年：第5回ぴあフィルムフェスティバル一般公募部門入選作品、ぴあ、2009年10月24日閲覧。